# Егоров, Владимир Кузьмич
Влади́мир Кузьми́ч Его́ров (12 [25] сентября 1911, Саратов — 9 июня 1996, Москва) — советский футболист, хоккеист и хоккейный тренер, один из создателей советской школы хоккея с шайбой. Заслуженный мастер спорта СССР (1947). Заслуженный тренер СССР (1956).

## Карьера

### Начало карьеры
Начал заниматься футболом и хоккеем с мячом в Саратове в команде при Клубе железнодорожников имени Карла Либкнехта, играл за сборную Саратова по футболу. Одновременно работал токарем на гвоздильном заводе.
В 1932 году поступил в Московский институт физической культуры, который окончил в 1938 году. После переезда в Москву играл за команду института «Буревестник» (1932—1935) под руководством известного специалиста, педагога, первого тренера сборной СССР Михаила Козлова. По приглашению Козлова перешёл в московский «Спартак», за который выступал в 1936 году. В составе «Спартака» стал одним из участников показательного футбольного матча, прошедшего 6 июля 1936 года на Красной площади во время физкультурного парада. Этот матч был организован первым секретарем ЦК ВЛКСМ Александром Васильевичем Косаревым и основателем «Спартака» Николаем Петровичем Старостиным специально для того, чтобы продемонстрировать Сталину привлекательность и зрелищность футбола.
Сезон 1937 года провёл в ЦДКА.
После окончания института получил распределение в Киевский техникум физкультуры, и в сезоне 1938 года играл за «Динамо» (Киев).

### «Крылья Советов»
В 1939 году вернулся в Москву, став работником авиационного завода имени Фрунзе и членом Добровольного спортивного общества «Крылья Советов» (Москва). В составе футбольных «Крыльев» стал в 1939 году победителем группы «Б» чемпионата СССР. В составе команды по хоккею с мячом выигрывал чемпионат Москвы (1944), Кубок ВЦСПС (1945) и становился финалистом Кубка СССР (1946).
Футбольный сезон 1941 года, не доигранный в связи с началом Великой Отечественной войны, проводил в составе объединённой команды «Профсоюзы-2», в которой были собраны футболисты из разных коллективов.
Во время Великой Отечественной войны работал на оборонных предприятиях авиационной промышленности в Куйбышеве и Москве. В 1944 году награждён медалью «За трудовую доблесть».
Был капитаном футбольной команды «Крылья Советов» (Москва). Хотя команда не занимала высоких мест, мастерство полузащитника Егорова признавали многие эксперты. Отменный удар с обеих ног, высокая скорость, огромный объём работы на поле, умелый выбор позиции.
В 1947 году Егорову за заслуги в футболе и хоккее с мячом было присвоено почетное звание заслуженного мастера спорта СССР.
Последние матчи за футбольную команду «Крылья Советов» Егоров сыграл в возрасте 37 лет в сезоне 1948 года.
К сезону-1947/48 в ДСО «Крылья Советов» для участия в чемпионате СССР была впервые сформирована команда по хоккею с шайбой. Егоров стал сначала её играющим тренером (1947/48), потом играющим старшим тренером (1948/49, 1949/50), потом старшим тренером (1950/51-1960/61). Возглавлял «Крылья» в течение 14 лет. Был уволен в 1961 году, когда руководство сочло 4-е место, занятое командой, «провалом». В качестве старшего тренера приводил клуб к золотым медалям чемпионата СССР (1956/57), трижды к серебряным (1954/55, 1955/56, 1957/58) и 5 раз к бронзовым наградам (1949/50, 1950/51, 1953/54, 1958/59, 1959/60). Под руководством Егорова «Крылья Советов» стали в 1951 году первыми обладателями Кубка СССР по хоккею, победив в финале команду ВВС. Еще дважды (в 1952 году и в 1954) «Крылья Советов» играли в финале Кубка.
«На матчи с участием команды „Крылья Советов“ в те далекие годы зритель валом валил — не то, что сегодня. Это был самобытный коллектив, которым руководил очень опытный тренер Владимир Кузьмич Егоров. Егоров создал команду самобытную, не только соперничавшую с армейцами, динамовцами, но и побеждавшую их. Воспитанных Егоровым хоккеистов постоянно включали в сборную. Увы, к сожалению, о нынешних тренерах многих клубов этого сказать нельзя».

Анатолий Владимирович Тарасов, заслуженный тренер СССР
Вернулся в «Крылья Советов» по ходу сезона-1966/67, сменив на посту старшего тренера Александра Виноградова, и проработал с командой ещё два полных сезона (1967/68, 1968/69). Его снова уволили из «Крыльев» по ходу сезона-1969/70, когда вместо Егорова команду возглавил его ученик Александр Прилепский.
После этого тренировал клубы «Напшуд Янув» (Катовице, Польша) в 1970—1973 годах и «Сокол» (Киев) — в сезонах-1973/74 и 1974/75.
Именной стяг Егорова был поднят под своды дворца спорта «Крылья Советов» 19 сентября 2001 года.

### Скандал на матче «Крылья Советов» — ЦСК МО
8 ноября 1957 года команда «Крылья Советов» под руководством Владимира Егорова отказалась продолжать матч чемпионата СССР по хоккею с шайбой, протестуя против несправедливого, на их взгляд, решения арбитра. Это первый подобный задокументированный скандал в советском хоккее, который произошел за 12 лет до более известного случая, когда 11 мая 1969 года Анатолий Тарасов увел сборную СССР с площадки во время «чемпионского» матча против московского «Спартака».
В первой очной встрече первенства-1957/58 «Крылья Советов», на тот момент — действующие чемпионы СССР — победили ЦСК МО Анатолия Тарасова со счетом 4:2. 8 ноября состоялась повторная игра. Как писала тогда газета «Советский спорт», «проигрыш ЦСК МО лишал по существу команду возможности бороться за первое место. Выигрыш же армейцев уравнивал шансы двух сильнейших коллективов».
При счете 1:1 в конце первого периода Юрий Цицинов, молодой нападающий «Крыльев» и сборной СССР, забросил вторую шайбу в ворота армейцев, но судья ее не засчитал, так как клюшка Цицинова находилась в площади ворот «до того, как туда попала шайба». Хоккеисты «Крыльев» обступили судью с требованием засчитать гол, а когда судья Яхонин отказался, Владимир Кузьмич Егоров отказался продолжать игру. Хоккеисты «Крыльев Советов» демонстративно выстроились на синей линии и не давали возобновить игру. По мнению Егорова и игроков «Крыльев» судья Яхонин в момент взятия ворот находился в 10-12 метрах от этого эпизода и не мог верно оценить ситуацию.
Капитан ЦСК МО Николай Сологубов в ответ выстроил напротив свою команду. «Более 10 минут длился спор. Трибуны недовольно гудели».
Матч был возобновлен, игра завершилась победой ЦСК МО со счетом 7:4. Команда «Крыльев Советов» подала протест.
14 ноября 1957 года состоялось заседание Президиума Всесоюзной секции по хоккею с шайбой, на котором было принято решение протест «Крыльев Советов» считать обоснованным. Была назначена переигровка матча, которая однако не состоялась по неизвестным на данный момент причинам.
В оставшихся двух очных матчах ЦСК МО победил «Крылья Советов» со счетом 7:4 и 7:1 и вернул себе звание чемпиона СССР, опередив в итоговой таблице «Крылья» на одно очко.

### Сборная СССР
Входил в тренерский совет сборной Москвы по хоккею с шайбой, который был сформирован в феврале 1948 года во время первых международных матчей против команды ЛТЦ (Прага).
Тренерский штаб сборной СССР по хоккею с шайбой впервые был создан перед началом сезона-1952/53, в штаб вошли Аркадий Чернышёв, Анатолий Тарасов и Владимир Егоров. С этого момента и до 1960 года работал со сборной в качестве второго тренера у Чернышёва (1954—1957) и Тарасова (1957—1960). За этот период сборная СССР стала олимпийским чемпионом в 1956 году, чемпионом мира в 1954 и 1956 годах, чемпионом Европы в 1954—1956, 1958—1960 годах, вторым призёром чемпионатов мира 1955, 1957, 1958 и 1959 годов, третьим призёром Олимпиады-60, чемпионом Всемирных зимних студенческих игр 1953 года. В сборной страны Егоров отвечал, в том числе, за изучение и анализ игры соперников. Кроме того, игроки «Крыльев Советов» и воспитанники Егорова были широко представлены в этот период в составе сборной.
В 1957 году Егорову было присвоено звание заслуженного тренера СССР. Кроме того, он был награждён орденом Знак Почета.
Чемпион мира 1954 года и олимпийский чемпион 1956 года Виктор Шувалов, партнер Всеволода Боброва по первой тройке сборной, считал «у Егорова был приметливый взгляд и нюх на талантливых ребят. Он их с удовольствием приглашал к себе и растил из них выдающихся хоккейных звезд. Егоров вместе с Чернышевым и Тарасовым стоял у истоков советского хоккея».
Отстранён от работы с первой сборной весной 1960 года. Выступление сборной СССР по хоккею на Олимпийских играх в Скво-Вэлли, где команда завоевала бронзовые медали, сочтено неудовлетворительным, а главными виновниками неудачи были названы не старший тренер команды Тарасов, а Егоров и игроки «Крыльев Советов». Из 17 хоккеистов сборной на Олимпиаде 8 представляли «Крылья Советов».
Для обсуждения итогов Олимпиады и путей дальнейшего развития хоккея в СССР была созвана Всесоюзная тренерская конференция, на которой с отчетом выступил Анатолий Тарасов.
Известный хоккейный педагог Юрий Митин рассказывал: «Я прекрасно помню выступление Тарасова. Он решил всю неудачу на Олимпиаде свалить на Егорова, резко обвинив игроков из „Крыльев“. Такую характеристику им выдал, чуть не бандитами назвал, что больше никого из них ни разу не вызывали в сборную, даже Грошева! Гребенников — великий, говорил, дайте мне шайбу, я один ЦСКА обыграю, но характер у него был очень непростой. Да с этой компанией ни один тренер не мог договориться! Но Егорова сначала убрали из сборной, а потом, придравшись, что „Крылья“ заняли только четвертое место, сняли и из клуба. Помню, что ушел он очень обиженный».
Заслуженный тренер СССР Анатолий Кострюков, бывший защитник «Крыльев Советов», считал, что Егорову не хватало в работе строгости: «Эти-то, Чернышев с Тарасовым, хитрющие, знали всю подноготную. А Егоров расслабленно себя вел в этом отношении. Не обращал внимания, что делается за спиной. А это знать необходимо! Ты должен быть в курсе, где, кто и с кем поддает. Он же был, хм… Не строгий. Не было в нем суровости. <Игроки этим пользовались>. Режим нарушали. Провести Егорова было легко, очень доверчивый».
В дальнейшем Егоров тренировал вторую и молодежную сборные СССР (1963—1969). В 1964 году вторая сборная СССР под руководством Егорова завоевала Кубок Ахерна, в 1967 году стала победительницей первого Московского международного турнира.

## Вклад в развитие советского хоккея
Соавтор одного из первых советских учебников по хоккею с шайбой, вышедшего в 1953 году в издательстве «Физкультура и спорт». Для этого учебника написал главу «Тактика игры в хоккей».
По мнению многих исследователей истории советского хоккея, Егорову принадлежит несколько новаторских открытий. Он первым ввёл систему летних сборов для хоккейных команд, разработал технологию отработки бросков в условиях отсутствия льда. В сборной вёл учет и систематизацию тренировочного процесса: в отличие от Чернышёва и Тарасова, у него единственного в штабе сборной было высшее образование.
Воспитанниками Егорова являются известные советские хоккеисты, чемпионы мира, Европы и Олимпийских игр Альфред Кучевский, Генрих Сидоренков, Алексей Гурышев, Николай Хлыстов, Юрий Пантюхов, Евгений Грошев, Виктор Пряжников, Владимир Гребенников, Юрий Цицинов, Эдуард Иванов. Многие воспитанники Егорова впоследствии стали заслуженными тренерами СССР и РСФСР, это: Анатолий Михайлович Кострюков, Николай Иванович Карпов, Сергей Андреевич Митин, Александр Тихонович Прилепский, Игорь Ефимович Дмитриев.

Избран в Зал славы отечественного хоккея в 2004 году.
«Его отличал творческий подход к делу. Его мысль постоянно работала над тем, что надо сделать для развития хоккея, каким путем идти, как строить тренировки. Владимир Кузьмич был грамотным и весьма требовательным тренером. А управлять такой командой в то время было довольно сложным делом. Те ребята послевоенного времени, сполна хлебнувшие лиха, были покруче нынешних».

Виктор Васильевич Тихонов, заслуженный тренер СССР

## Достижения

### Как тренер
- Олимпийский чемпион (1956)
- Чемпион мира (1954, 1956)
- Серебряный призер чемпионатов мира (1955, 1957, 1958, 1959)
- Бронзовый призер Олимпийских игр (1960)
- Чемпион Европы (1954—1956, 1958—1960)
- Чемпион СССР по хоккею с шайбой (1957)
- Обладатель Кубка СССР (1951)

## Награды
- Орден «Знак Почёта» (27.04.1957) — «за успехи, достигнутые в деле развития массового физкультурного движения в стране, повышения мастерства советских спортсменов, и успешное выступление на международных соревнованиях»

## Семья
Отец — Кузьма Дмитриевич, работал слесарем. Скончался в 1932 году. Мать — Александра Васильевна. Умерла в 1921 году.
Жена — Надежда Иосифовна Слаба.
Сыновья Вячеслав (1938—2019), мастер спорта международного класса по теннису, трехкратный чемпион СССР, входил в десятку сильнейших теннисистов СССР. Работал старшим преподавателем Военно-воздушной инженерной академии имени Н. Е. Жуковского. Член Зала российской теннисной славы, Владимир (1941).